# Pygommatius albatus
Pygommatius albatus är en tvåvingeart som först beskrevs av Martin 1964.  Pygommatius albatus ingår i släktet Pygommatius och familjen rovflugor.
Artens utbredningsområde är Madagaskar. Inga underarter finns listade i Catalogue of Life.